# Chad Kroeger
Chad Robert Kroeger (Hanna, Alberta; 15 de noviembre de 1974) es un cantante y guitarrista canadiense, fundador de la banda de rock Nickelback. Además de su trabajo en dicho grupo, Chad Kroeger ha realizado una serie de colaboraciones, apareciendo como invitado musical en diversas canciones y ayudando en su producción y realización. También contribuyó a la composición de varias canciones para otros artistas o incluso para algunas películas. Su trabajo es muy variable.

## Biografía
Kroeger nació como Chad Robert Turton en Hanna, Alberta, el 15 de noviembre de 1974. Su abuelo materno, el político Henry Kroeger, nació en Moscú en el seno de una familia menonita de ascendencia prusiana. Después de que su padre abandonara la familia cuando él tenía dos años, empezó a llevar el apellido de soltera de su madre, Kroeger. Aprendió a tocar la guitarra a los 13 años. Su juventud fue a veces problemática, y fue enviado a un centro de detención juvenil por irrumpir en su escuela secundaria.

## Trayectoria

#### Nickelback
A principios de la década de 1990, Kroeger formó parte de una banda de versiones grunge, Village Idiot, con su primo Brandon Kroeger y los futuros miembros de Nickelback, el bajista Mike Kroeger (su hermano) y el cantante Ryan Peake. En 1995, Kroeger, Peake, Mike Kroeger y el entonces batería Brandon Kroeger, formaron la banda Nickelback. Kroeger ha seguido grabando y haciendo giras con esta exitosa banda durante más de 20 años.
Actualmente la banda está compuesta por él, su hermano Mike Kroeger (bajo), Ryan Peake (guitarra) y Daniel Adair (batería). 
En 2001, Kroeger fundó la banda The Suits XL. El grupo estaba formado por Sam Loubier-Demers y Yohann Gosselin a la voz y la guitarra, el batería Patrick Paquet, el teclista Felix-Antoine Berube y el cantante Oliver Roy de Belleval. Al año siguiente, cofundó cofundó el sello discográfico 604 Records, con sede en Vancouver. Más tarde, en 2006, The Suits XL lanzó un álbum a través de este sello. Al año siguiente, la banda fue nominada a un Premio Indie Canadiense.

#### Colaboraciones
En 2003 Kroeger escribió y cantó en "Why Don't You & I" para el album de Santana, Shaman. Sin embargo, cuando Arista Records decidió lanzar la canción como single en el verano de 2003, la discográfica de Kroeger, Roadrunner, denegó el permiso, alegando que la aparición de Kroeger en un «single de alto perfil» comprometería el entusiasmo por el lanzamiento en otoño de 2003 de Nickelback The Long Road'. Kroeger recomendó a Alex Band de The Calling, otro artista de Arista, como sustituto para volver a grabar el single.
En 2003, Kroeger ganó un International Achievement Award por la canción «Hero» en los SOCAN Awards en Toronto.
En 2007, Chad Kroeger trabajó con Santana por segunda vez, cuando coescribió y grabó partes de guitarra y voz para una nueva canción, «Into the Night», destinada a aparecer en el álbum recopilatorio Ultimate Santana, el 2 de octubre de 2007 fue lanzado como single,, y en octubre se publicó el álbum Ultimate Santana. Además de trabajar con Santana, Kroeger también grabó con Travis Tritt en su álbum The Storm, donde Tritt hizo una versión del tema de Nickelback «Should've Listened» de The Long Road.
En 2010 colabora en la canción "Porn Star Dancing" de My Darkest Days, junto con Ludacris y Zakk Wylde. Desde 2013 hasta 2015 estuvo casado con la también cantante Avril Lavigne.
Kroeger también escribió y tocó la guitarra en You're Everything de Bo Bice.Y escribió la letra para "Photograph", sencillo del disco de Nickelback.

## Discografía

### Álbumes
- Hesher (Demo)  (1996)
- Curb (1996)
- The State (1998)
- Silver Side Up (2001)
- Three Sided Coin (2003)
- The Long Road (2003)
- All the Right Reasons (2005)
- Dark Horse (2008)
- Here And Now (2011)
- No Fixed Address (2014)
- Feed the Machine (2017)
- Get Rollin' (2022)

### DVD
- Nickelback - Live At Home (29 de octubre de 2002)
- Nickelback - The Videos (23 de septiembre de 2003)
- Nickelback - Photo Álbum (4 de octubre de 2005)

### Apariciones
- «Hero», con Josey Scott de Saliva — Spider-Man - Music From And Inspired By (3 de mayo de 2002)
- «Why Don't You & I» (Santana con Chad Kroeger) — Shaman (2002)
- «Into the Night» (Santana con Chad Kroeger) — Ultimate Santana (2007)
- «Porn Star Dancing», (My Darkest Days con Chad Kroeger y Zakk Wylde) — My Darkest Days (2010)
- Methods of Mayhem – A Public Disservice Announcement (colaboración en composición y coros) (2010)
- «How You Remind Me» (En colaboración con Avril Lavigne) — One Piece Film: Z (15 de diciembre de 2012)
- «Let Me Go» (Avril Lavigne con Chad Kroeger) — Avril Lavigne (2013)

### Libros
- Libro "Aquerón" de Sherrilyn Kenyon con la canción "Savin' Me"